# Eveline Klett
Eveline Klett (* 9. Oktober 1949 in Vielau, Kreis Zwickau) ist eine ehemalige deutsche Politikerin (SED) und Funktionärin. Sie war Mitglied des Staatsrates der DDR.

## Leben
Nach dem Besuch der Oberschule absolvierte Klett von 1966 bis 1968 eine Ausbildung als Dreherin. Seit 1968 war sie Dreherin bzw. Meisterin einer Jugendbrigade im VEB Zwickauer Maschinenfabrik. 1964 wurde sie Mitglied der FDJ, 1969 der SED und 1976 des DFD.
Ab 1971 war sie Mitglied der Zentralen Parteileitung des VEB Zwickauer Maschinenfabrik und ab 1976 Mitglied der SED-Kreisleitung Zwickau-Stadt. Von 1976 bis März 1990 gehörte sie als Abgeordnete für den DFD der Volkskammer an und war dort Mitglied im Jugendausschuss. Von 1986 bis 1989 war sie zudem Mitglied des Staatsrates.
Nach der Wende arbeitete Klett weiterhin in der Zwickauer Maschinenfabrik jedoch nicht mehr als Meisterin, sondern als Sachbearbeiterin im Wareneingang.